# ららぽーと海老名
ららぽーと海老名（ららぽーとえびな）は、神奈川県海老名市にある大型商業施設（ショッピングセンター）。2015年10月29日に開業した。2022年には開業以来初となるリニューアルが行われた。

## 基礎データ
所在地
〒 243-0482
神奈川県海老名市扇町13番1号
建物構造
店舗棟：鉄骨造 4階建て
駐車場棟：鉄骨造 6階建て
店舗数
262店舗（2016年3月18日時点)            グランドオープン時点では263店舗だった。
店舗面積
40,200m2

## 概要・沿革
かつて、JR海老名駅西口地区は田畑が広がっており目立った商業施設はなかった。2009年度から海老名駅西口特定土地区画整理準備組合は「海老名駅西口土地区画整理事業」の一環として市街化を進めるため、株式会社浜銀総合研究所とともに西口地区への企業誘致を進めており、2010年8月には4つの企業から組合に対しプレゼンテーションが行われた。準備組合はこの中から、ららぽーと海老名（仮称）を提案した三井不動産株式会社を最優秀提案企業に選出し、センター用地開発事業の優先交渉権を与えた。
2012年12月、「海老名駅西口土地区画整理組合」の設立が認可され、2013年2月には造成工事に着手し再開発事業が本格化した。2014年6月5日、三井不動産は計画の概要を発表し、同6日に着工した。同年10月23日に大規模小売店舗立地法に基づいて神奈川県に対して届け出を行い、2015年6月11日には開業日が発表された。同年10月29日にグランドオープン。
ららぽーととしては全国で10番目の、三井不動産が手掛ける神奈川県内のリージョナル型ショッピングセンターとしては「ららぽーと横浜」、「ラゾーナ川崎プラザ」に続く3番目の開業となる。商圏は半径10kmを想定し、周辺の伊勢原市・厚木市方面からの来客も見込んでいる。なお、2023年7月時点で海老名市内では、当施設（40,200m2）よりも店舗部分の面積が広い商業施設（大規模小売店舗）は存在せず、海老名市内で最も広い商業施設となる。
当施設は三井不動産商業マネジメント株式会社が管理・運営し、同社運営第一本部ららぽーと第三事業部の「ららぽーと海老名オペレーションセンター」が管轄する。同センターは2015年1月13日に「海老名計画開発準備室」として設置され、8月26日にオペレーションセンターへと改組された。
2022年3月には、開業以来初となる大型リニューアルが行われ、食物販ゾーンの全面リニューアルや、新たに40店舗をオープンすることでの店舗ラインナップの拡張、植栽の入れ替えなどが行われた。また、同時に従業員休憩室・トイレもリニューアルされた。

### 年表
- 2014年（平成26年）
  - 6月6日 - 着工[3]。
  - 10月23日 - 大規模小売店舗立地法に基づく届出がなされる[2]。
- 2015年（平成27年）
  - 6月2日 - 住居表示実施に伴い、所在地が海老名市扇町13番1号となる。
  - 6月11日 - 開業日が発表され[4]、公式ウェブサイトが開設される。
  - 10月29日 - グランドオープン[4]。
- 2022年(令和4年)
  - 3月18日 - 開業以来初のリニューアル[20]。

## 店舗
- ロピア(ユータカラヤ)
- アカチャンホンポ
- ロフト
- 有隣堂
- ノジマ
- 無印良品

などが出店されている。

## 交通

### 鉄道
- 海老名駅西口に直結[4][21]。

### バス
- 海老名駅西口停留所
  - 神奈川中央交通（海01・海09系統）
  - 海老名市コミュニティバス（下今泉ルート）
- 海老名駅（ビナガーデンズ）停留所
  - 海老名市コミュニティバス（上今泉ルート・下今泉ルート）

このほか、海老名市が借りている勝瀬の民有地を無償で提供し、シャトルバスの発着場および臨時駐車場（500台収容）として利用されていた。シャトルバスは開業から2ヶ月の間、毎週土曜日に運行され、海老名駅東口と当発着場の間を往復していた。

### 自家用車
最寄りの高速道路インターチェンジは海老名インターチェンジ。当施設には駐車場棟があり、1,800台の自動車が収容可能である。また、施設近くに300台分の臨時駐車場、市役所に隣接して500台分の臨時駐車場（前述）を設けられている。混雑緩和のため、海老名市やららぽーとは公共交通機関の利用を呼びかけている。
駐車場棟のエントランス近くには車椅子用の駐車スペースが23台分、屋上には電気自動車の充電ステーションが2台分設けられている。

### 駐輪場
自転車は大店立地法に基づく届け出では1,350台収容可能としており　サイカパーキング株式会社が管理運営をしている。
バイクは104台が駐車可能である。

## ギャラリー

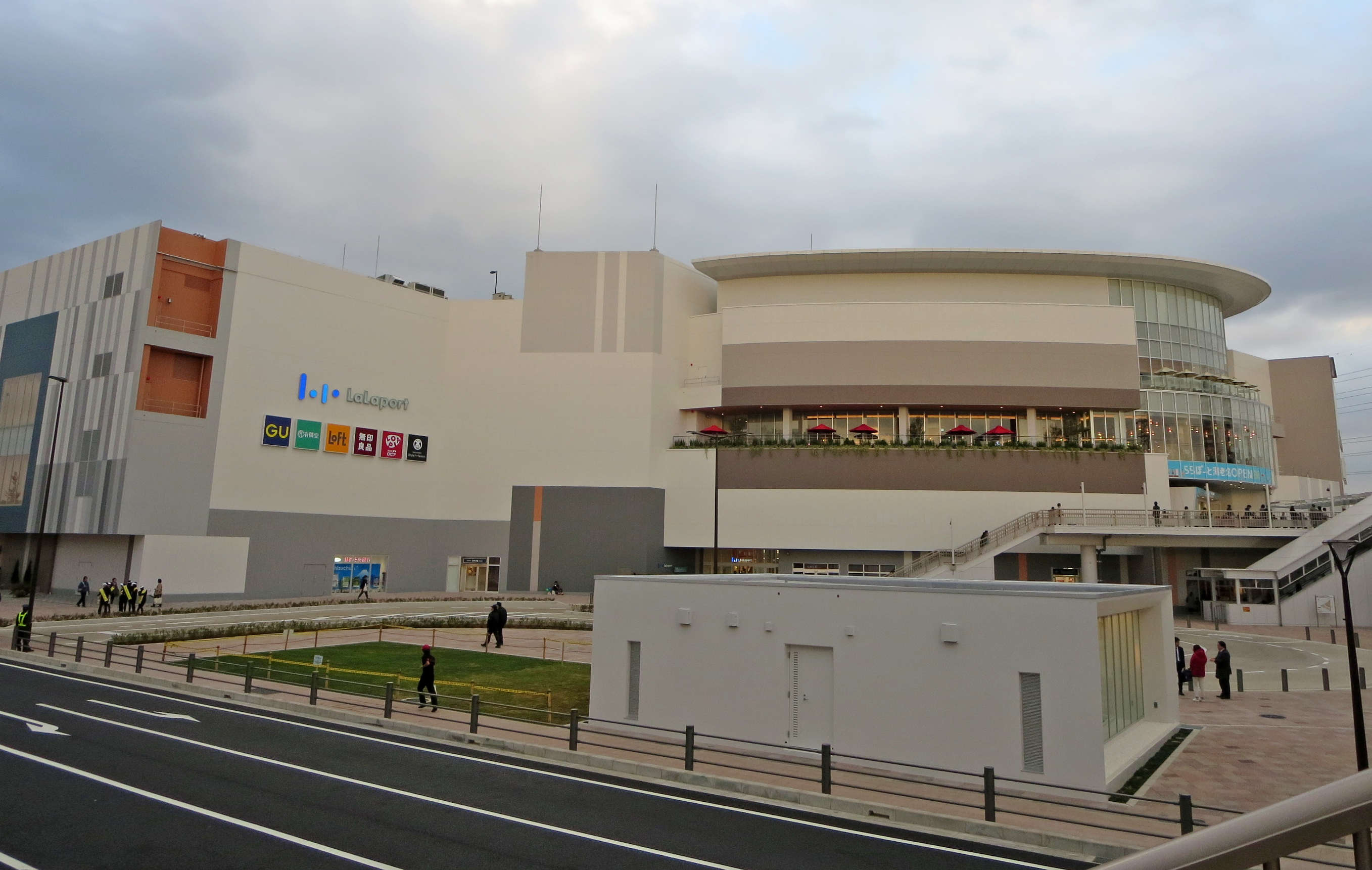
海老名駅西口の一般車ロータリー側より撮影 （2015年10月31日）
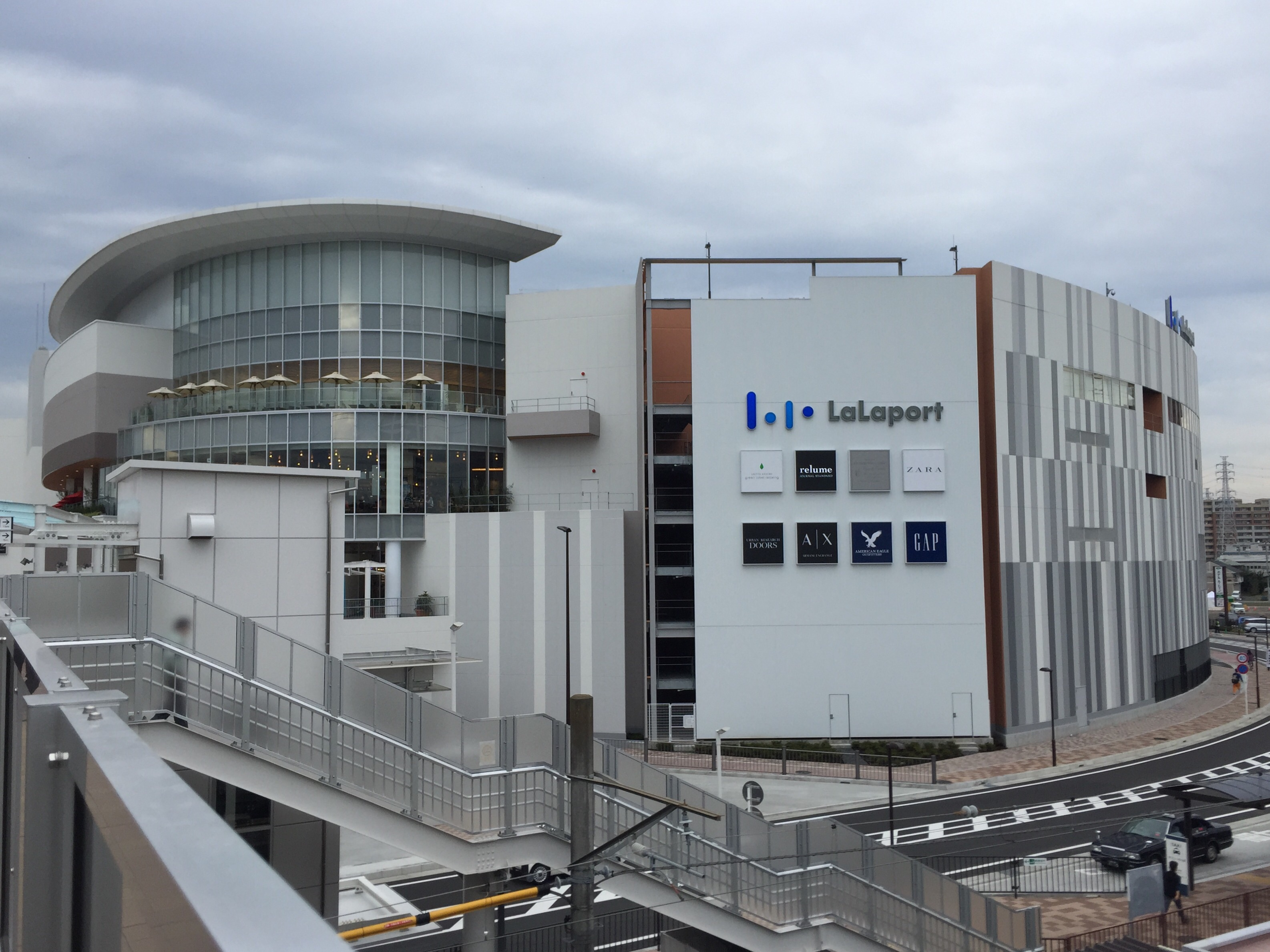
小田急線の駅舎方面と接続する東西自由通路より撮影 （2015年11月17日）
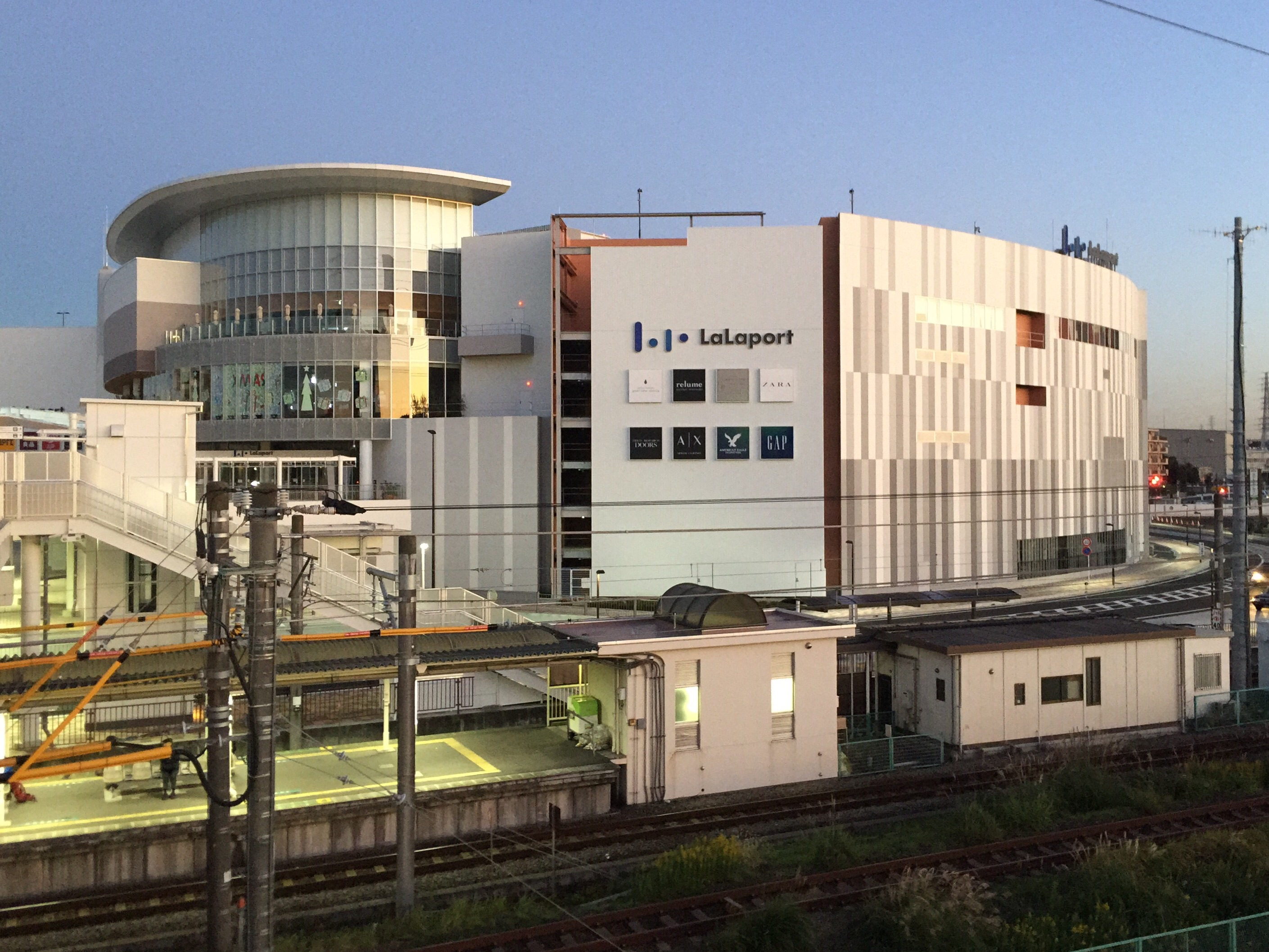
同じく東西自由通路より撮影、下部にはJR海老名駅のホームが見える （2015年11月28日）
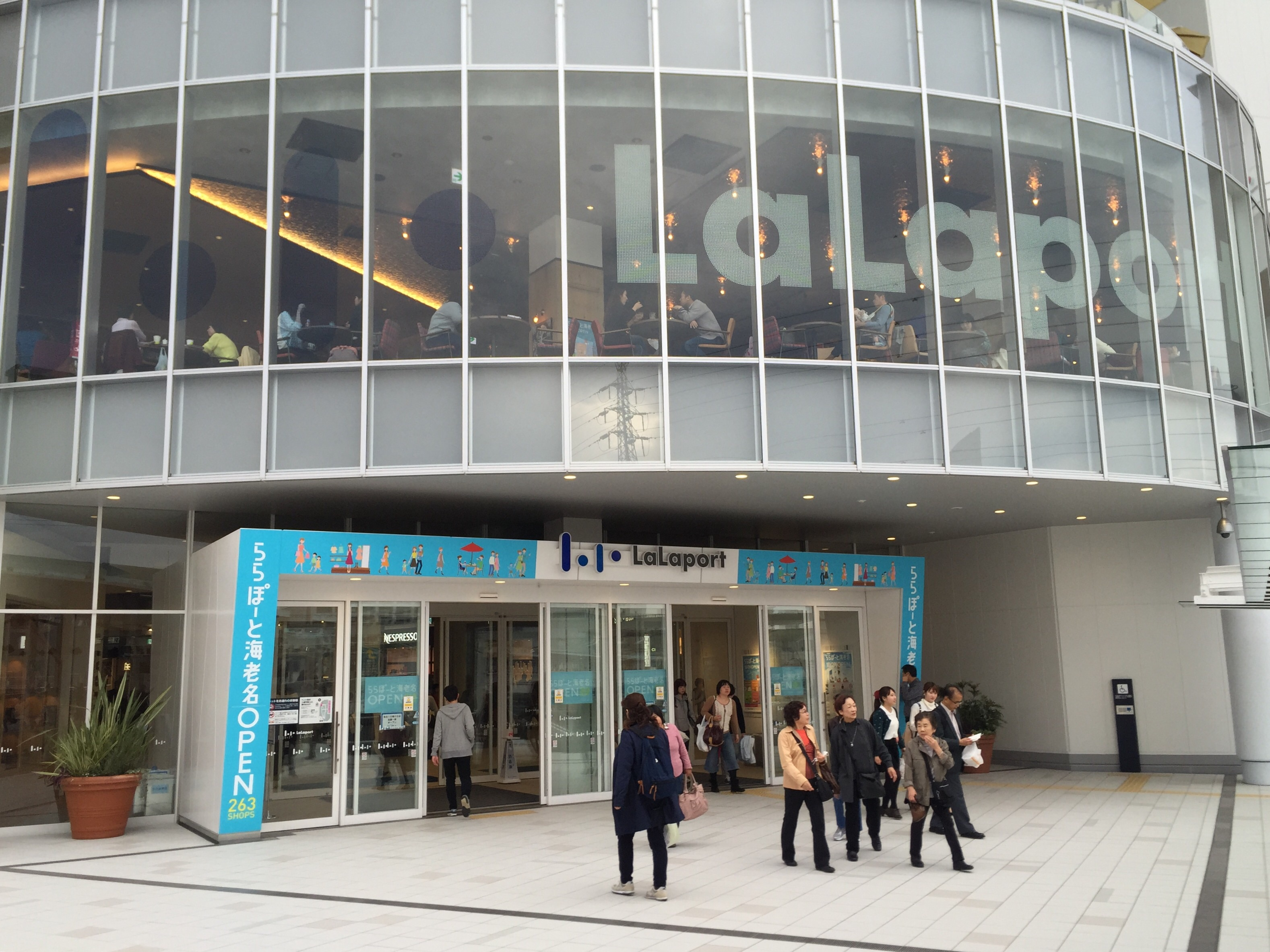
東西自由通路と接続する当施設入口 （2015年11月17日）